# Aweil Orientale
L'Aweil Orientale è uno dei 28 Stati del Sudan del Sud. 